# Pożywka Sabourauda

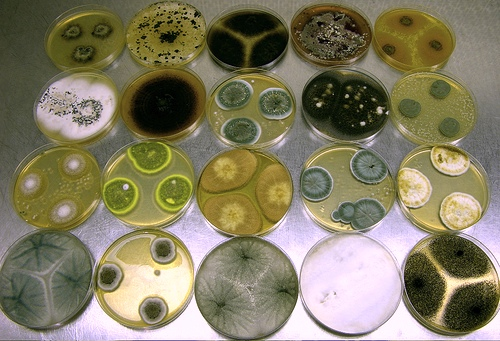
Różne kolonie grzybów

Pożywka Sabourauda – pożywka używana w mikrobiologii do hodowli grzybów. Składnikami są agar, woda destylowana, czynniki potrzebne do wzrostu (glukoza, pepton) oraz antybiotyki. Spośród ostatnich najczęściej dodawana jest penicylina, streptomycyna lub chloramfenikol – służą one do zahamowania wzrostu bakterii, podobnie jak kwaśne pH. Przed posianiem drobnoustrojów podłoże musi być wyjałowione w autoklawie.
Zazwyczaj ustala się dwie hodowle – w temperaturze 25 °C i 37 °C, ponieważ grzyby wzrastają w różnych zakresach temperatur.